# 庭球社
《庭球社》（てーきゅう，另译《网球并不可笑嘛》、《網球少女》）是由Roots原作，由Piyo作画的一部日本漫画作品。于地球之星娛樂发行的月刊漫画杂志《Comic Earth Star》连载中。描写网球部所属的四名女高中生的日常故事。作品名称来源于日语中网球的汉字写法“庭球”。

## 概要
故事以虛構的龜井戶高校為舞台，雖然題材是網球，卻不著重描寫網球部部員的練習和比賽。漫畫和電視動畫雙方的官方網站宣傳語均為“幾乎沒有網球要素的網球漫畫”（テニスをほとんどしないテニス漫畫），每話均為獨立故事。通常以每月2話的形式在《Comic Earth Star》上連載。每話標題均是“第x面”（x為話數）和“（电影標題）”。
在單行本第1卷發售的同時公布電視動畫化的企畫，以“連載開始才5個月就動畫化”成為話題，成為史上最快動畫化的漫畫。
《我是高宮茄乃》是以本傳登場人物高宮茄乃為主角的外傳漫畫，在Comic Earth Star 2014年5月號開始連載，描寫的是初中時代的高宮茄乃與她朋友們之間的日常故事。

## 登场人物

### 龟井户高校网球部
押本百合（声：渡部優衣）
15歲的高中1年級生，有深紫色的馬尾，是網球部中唯一認真在打網球的部員，經常擔任吐槽的角色。即使前輩們出現各種令人費解、生氣的狀況，她也能夠有辦法對答自如。本人也很享受這種對話方式。身高162cm，體重53kg。
新庄香苗（另译新庄加奈惠，声：三森铃子）
16歲的高中2年級生，特徵是桃色的瀏海和掛在兩側肩膀上的長髮。喜歡轉開新網球盒蓋子時的聲音，並且會用各種奇妙的姿勢去打開。本身網球技術則很差，累的時候會趴到地上。喜歡看電影，各話的副標題就是她前一天晚上看的電影名稱。身高145cm，體重38kg。
高宮茄乃（另译高宫那须乃，声：鳴海杏子）
16歲的高中2年級生。特徵為茶色的妹妹頭(曾留過及地長髮)。她是富裕人家的大小姐，常常會用金錢去衡量一件事物的價值。通常居住在海外，第2話從喀麥隆的恩岡代雷回到日本，之後就和百合他們一同行動。身高153cm，體重55kg。《我是高宮茄乃！》女主角。
板东鞠萌（另译板东茉莉守，声：花泽香菜）
16歲的高中2年級生。有及腰的藍色長髮，左額附近戴著羊駝的髮飾，說話帶有關西腔的口音。一開始百合稱其為“既有活力又漂亮而且溫柔，真是個好前輩”。實際上卻是一個喜歡把別人的內褲戴在頭上或是吃掉的變態。和香苗一樣被公認是笨蛋。對自己的會嚇到小孩的大個子感到非常困惑。身高169cm，體重58kg。

### 其他人物
尤卡坦（声：高桥伸也）
第10话初次登场，来自墨西哥尤卡坦半岛的女性，香苗的友人。拥有令人惊叹的头身比。
波比（声：下妻由幸）
第13话初次登场，身材高大的黑人男性。是某间幼儿园的院长，曾经是海军陆战队的一员（隶属海豹部队）。
美香姐（声：大和田仁美）
第13话初次登场，香苗的表姐。在波比的幼儿园工作。学生时代曾经在全国垒球大会中出场比赛，因此在网球部与棒球部的棒球比赛中担任投手。
豆马铃（声：小仓唯）
第23话初次登场，来自O-12星团的外星人，由于乘坐的宇宙飞船发生故障而降落在鞠萌家。在经过简单的修理之后再次坠落，开始在鞠萌家居住。平时拟态成少女的样子。
板東森子（声：優希）
鞠萌的媽媽。
押本陽太（声：逢坂良太）
百合的弟弟，中學二年級。外傳《我是高宮茄乃！》男主角，在高宮家擔任茄乃的隨身侍從。
外婆（聲：三宅麻理惠）
香苗的外婆。

### 茄乃關係者
茄乃的父亲（声：高桥伸也）
第8话初次登场，满头白发的老者。总是穿着一套纯白的西装在某间炸鸡快餐店工作（作为吉祥物），工资相当高。他同时也是龟井户高校的家长教师协会会长。
高宮彩乃（聲：田村由香里）
蛋糕店店长／形木矢貂千雄（声：町田广和）
第3话初次登场，茄乃父亲经营的一家蛋糕店的店长，经常被上级的女儿（茄乃）使唤。
名字与“蛋糕店店长”的日语读音相似。
色葉似穗經土（聲：愛原ありさ）

### 近藤家
近藤乌冬子（声：石原夏织）
第14话初次登场，龟井户高校新闻部的一年级学生，擅长写作八卦新闻。家里经营一家乌冬面店，因此让百合等人称呼自己“乌冬子”（非本名）。
近藤安年科夫（声：喜多村英梨）
烏冬子的姐姐，職業是僧侶。

### 兔龜高校網球部
田中紀奈子（聲：中島由貴）
高中2年級生，全國大會時與西新井大師組成雙打組合和香苗、百合組對戰。
鈴木綾子（聲：新井田いづみ）
高中3年級生，全國大會個人戰時鞠萌的對手。
佐藤胡桃（聲：小出ひかる）
高中3年級生，全國大會個人戰時茄乃的對手。
西新井大師西（聲：谷尻まりあ）
高中1年級生。
芝草宇宙（聲：德井青空）
在《兔龟》中初次登场，网球部的顾问。
古平助（聲：高尾奏音）
馬場宮子（聲：曾我部英理）

## 出版書籍
| 卷數 | 地球之星娛樂   | 地球之星娛樂           | 台灣東販       | 台灣東販               |
| 卷數 | 發售日期       | ISBN                   | 發售日期       | ISBN                   |
| ---- | -------------- | ---------------------- | -------------- | ---------------------- |
| 1    | 2012年8月11日  | ISBN 978-4-8030-0363-5 | 2013年10月27日 | ISBN 978-986-331-178-2 |
| 2    | 2012年10月12日 | ISBN 978-4-8030-0385-7 |                |                        |
| 3    | 2012年12月12日 | ISBN 978-4-8030-0395-6 |                |                        |
| 4    | 2013年6月12日  | ISBN 978-4-8030-0470-0 |                |                        |
| 5    | 2013年8月12日  | ISBN 978-4-8030-0488-5 |                |                        |
| 6    | 2013年10月12日 | ISBN 978-4-8030-0507-3 |                |                        |
| 7    | 2013年12月12日 | ISBN 978-4-8030-0518-9 |                |                        |
| 8    | 2014年7月11日  | ISBN 978-4-8030-0593-6 |                |                        |
| 9    | 2015年3月12日  | ISBN 978-4-8030-0691-9 |                |                        |
| 10   | 2015年9月12日  | ISBN 978-4-8030-0784-8 |                |                        |
| 11   | 2016年4月12日  | ISBN 978-4-8030-0903-3 |                |                        |
| 12   | 2016年10月12日 | ISBN 978-4-8030-0961-3 |                |                        |
| 13   | 2017年4月12日  | ISBN 978-4-8030-1026-8 |                |                        |
| 14   | 2017年8月10日  | ISBN 978-4-8030-1087-9 |                |                        |
| 15   | 2018年2月10日  | ISBN 978-4-8030-1158-6 |                |                        |

外傳《我是高宮茄乃！》
| 卷數 | 地球之星娛樂   | 地球之星娛樂           |
| 卷數 | 發售日期       | ISBN                   |
| ---- | -------------- | ---------------------- |
| 1    | 2015年3月12日  | ISBN 978-4-8030-0693-3 |
| 2    | 2015年11月12日 | ISBN 978-4-8030-0799-2 |

外傳《兔龜》
| 卷數 | 地球之星娛樂   | 地球之星娛樂           |
| 卷數 | 發售日期       | ISBN                   |
| ---- | -------------- | ---------------------- |
| 1    | 2015年12月12日 | ISBN 978-4-8030-0829-6 |
| 2    | 2016年3月12日  | ISBN 978-4-8030-0863-0 |
| 3    | 2016年6月11日  | ISBN 978-4-8030-0924-8 |

## 电视动画
TOKYO MX于2012年10月7日至12月23日在每周日22时27分播放约2分钟的改编动画。监督、脚本、演出、人设均为板垣伸，制作公司为MAPPA、音效制作为DAX International Inc.。AT-X于2012年10月8日开始播放。于2013年7月开始播放第二期动画。
NICONICO动画于2012年10月8日开始播放的第1面获得了当日的每日排名第一位，之后有过只用一天半就播放了10万次以上的紀录。
在2013年7月7日开始播放第二期动画。在第二期动画開播前一星期曾在血型君！節目時段內播放血型君！featuring 百合&茄乃為此宣傳。
在2013年8月25日于官方twitter公布动画第三期的制作计划，在2013年10月播放。
2014年8月31日发布制作第四期信息，在2015年4月开始播出，并且在第四期第一话宣布准备制作第五期。
2015年8月14日在Comic Market88发布制作第六期信息，在2015年10月开始播出。
2015年12月6日在Nico生放送上发布了制作第七期的信息，在2016年1月开始播出。作为短篇连载动画和相当多的播放期，也因此被戏称为“长寿面”。
2015年12月30日发布了外传漫画《兔龟》动画化的消息，在2016年4月开始播出。
2016年8月10日发布了制作第八期的信息，并于同年10月开始播出。
2017年4月7日发布了制作第九期的信息，并于同年7月开始播出。

### 制作人员
- 原作：Roots
- 演出、作画、脚本、分镜、人物设定、音响监督、导演：板垣伸
- 人物设计：三宅舞子（《我是高宫茄乃！》部分）
- 企画：幕内和博、平田哲
- 企画协助、网球指导：北田修一
- 色彩设计：森博行（第1期~第3期）、鈴木寿枝、村田恵里子（第2期~第3期）、長谷川美穂（第4期與我是高宮）
- 美术监督：赤井文尚，二木佐友里（第1期~第2期）、三宅昌和（第3期）、里見篤（第4期~第5期與我是高宮）
- 撮影監督：石野敦夫（第1期）、坂卷哲嗣（第2期~第3期）、山本陽介（第4期）
- 编辑：廣瀬清志、長谷川舞
- 大阪语指导：今西荣介（第2期以後）
- 录音：武藤雅人
- 效果：今野康之
- 制片人：田中将士（第1期）、大塚学（第2期~第3期）、白石直子（第4期~第5期、我是高宮）
- 制作协助：（第2期~第3期）、（第5期）
- 动画制作：MAPPA（第1－3期）、Millepensee（第4－9期、我是高宮、兔龜）
- 制作：龟井户高校网球部（EARTH STAR Entertainment、DAX International Inc.）

### 主题曲
（第1期）
作词：Roots，作曲：渡边第一月，演唱：渡部优衣
（第2期）
作詞、作曲、編曲：，演唱：高宫茄乃（鳴海杏子）
（第3期）
作詞：Roots，作曲、編曲：，演唱：Naive
（第4期）
作詞、作曲、編曲：，演唱：新庄香苗（三森铃子）
（我是高宫茄乃！）
作詞、作曲、編曲：，演唱：高宫茄乃（鸣海杏子）
「Qunka!」（第5期）
作詞、作曲、編曲：，演唱：板東鞠萌（花澤香菜）
（第6期）
作詞・作曲・編曲 - ，演唱：Earth Star Dream
（第7期）
歌 - 押本百合（渡部優衣）、新庄香苗（三森铃子）、高宫茄乃（鸣海杏子）、板東鞠萌（花澤香菜）
（兔龟片头曲）
作詞、作曲：菅大輔，編曲：岸田勇気，演唱：（中島由貴、小出ひかる、新井田いずみ、谷尻まりあ）
「Promise you」（兔龟片尾曲）
作詞 - 磯谷佳江，作曲 - 小野貴光，編曲 - 玉木千尋，歌 - Earth Star Dream
（第8期第85－86面、第89面、第91面、第93面、第95面）
作詞、作曲、編曲：，演唱：近藤乌冬子（石原夏织）
（第8期第87－88面、第90面、第92面、第94面、第96面）
作詞、作曲、編曲：，演唱：豆马铃（小倉唯）
第9期
片頭曲
作詞、作曲、編曲：大畑拓也，演唱：押本百合（渡部優衣）
片尾曲「開運！招福！炎天歌」
作詞：桑原永江，作曲、編曲：渡部達也，演唱：Earth Star Dream

### 各话标题
第1期影音光碟於2013年2月22日發售，另外於2013年7月初推出了只供出租的第一卷租賃版光碟其中包括特別內容。第2期於10月25日發售，並收錄2話未播放故事。第3期於2014年1月24日發售，並收錄2話未播放故事。
| 话数   | 日文标题 | 中文标题                                        | 作画监督              | 原画                                                       |
| 第1期  | 第1期    | 第1期                                           | 第1期                 | 第1期                                                      |
| ------ | -------- | ----------------------------------------------- | --------------------- | ---------------------------------------------------------- |
| 第1面  |          | 学姐与一期一会                                  | 板垣伸                | 板垣伸                                                     |
| 第2面  |          | 学姐与加勒比海盗                                | 板垣伸                | 板垣伸                                                     |
| 第3面  |          | 学姐与淘金记                                    | 板垣伸                | 板垣伸                                                     |
| 第4面  |          | 学姐与七宝奇谋                                  | 板垣伸                | 板垣伸                                                     |
| 第5面  |          | 学姐与以毒攻毒                                  | 板垣伸                | 板垣伸                                                     |
| 第6面  |          | 学姐与未来水世界                                | 板垣伸                | 板垣伸                                                     |
| 第7面  |          | 学姐与来自俄罗斯的爱情                          | 板垣伸                | 秋山訓子、楮木知美 板垣伸                                  |
| 第8面  |          | 学姐与生于七月四日                              | 板垣伸                | 上原史之、濱口明 秋山訓子、楮木知美 板垣伸                 |
| 第9面  |          | 学姐与五星级杀人夜                              | 板垣伸                | 友部奈津美、田中萌 秋山訓子、楮木知美 板垣伸               |
| 第10面 |          | 学姐与泡妞王子                                  | 板垣伸                | 大島生、鈴木彩乃 秋山訓子、楮木知美 勝谷遥、増永灑 板垣伸  |
| 第11面 |          | 学姐与疯狂神父                                  | 板垣伸                | Snowdrop、富家真弓 中野友貴、栗原裕明 松林志穂美、板垣伸   |
| 第12面 |          | 学姐与第六感                                    | 板垣伸                | 楮木知美、秋山訓子 田中萌、大岛贞生 板垣伸                 |
| 特别篇 |          |                                                 | -                     | -                                                          |
| 第2期  |          |                                                 |                       |                                                            |
| 第13面 |          | 学姐与金甲部隊                                  | 板垣伸                | 増永麗                                                     |
| 第14面 |          | 学姐与勇士們                                    | 板垣伸                | 友部奈津美                                                 |
| 第15面 |          | 學姐與變形金剛                                  | 板垣伸                | 楮木知美                                                   |
| 第16面 | [ b ]    | 學姐與乒乓                                      | 板垣伸                | 三宅舞子 吉田侑加                                          |
| 第17面 |          | 學姐與星戰毀滅者                                | 板垣伸                | 二松真理                                                   |
| 第18面 |          | 學姐與地球再發育                                | 板垣伸                | 楮木知美                                                   |
| 第19面 |          | 學姐與羅拉快跑                                  | 板垣伸                | 鈴木彩乃                                                   |
| 第20面 |          | 學姐與心塵往事                                  | 板垣伸                | Snowdrop                                                   |
| 第21面 |          | 學姐與大聯盟                                    | 板垣伸                | 吉田侑加 板垣伸                                            |
| 第22面 |          | 學姐與夢幻成真                                  | 板垣伸                | 三宅舞子                                                   |
| 第23面 |          | 學姐與E.T.外星人                                | 板垣伸                | 友部奈津美                                                 |
| 第24面 |          | 學姐與料理鼠王                                  | 板垣伸                | 増永麗                                                     |
| 特别篇 |          | 百合与茄乃的情报站                              |                       |                                                            |
| 裏面1  |          | 學姐與巧克力工厂                                | 板垣伸                | 三宅舞子                                                   |
| 裏面2  |          | 學姐與千与千寻                                  | 板垣伸                | 三宅舞子                                                   |
| 第3期  |          |                                                 |                       |                                                            |
| 第25面 |          | 學姐與新鐵金剛之黑日危機                        | 板垣伸                | Snowdrop                                                   |
| 第26面 |          | 學姐與伴我同行                                  | 板垣伸                | Snowdrop、栗原裕明                                         |
| 第27面 |          | 學姐與瘋狂麥克斯                                | 板垣伸                | 楮木智美                                                   |
| 第28面 |          | 學姐與剪刀手爱德华                              | 板垣伸                | 速水广一                                                   |
| 第29面 |          | 學姐與醉後大丈夫                                | 板垣伸                | 友部奈津美                                                 |
| 第30面 |          | 學姐與街頭痞子                                  | 板垣伸                | 前原薫                                                     |
| 第31面 |          | 學姐與威尼斯商人                                | 板垣伸                | 富谷美香                                                   |
| 第32面 |          | 學姐與羅生門                                    | 板垣伸（总） 三宅舞子 | 中山美雪                                                   |
| 第33面 |          | 學姐與魔間行者                                  | 板垣伸（总） 三宅舞子 | 神山裕子                                                   |
| 第34面 |          | 學姐與劫梦惊魂                                  | 板垣伸                | 増永麗                                                     |
| 第35面 | [ e ]    | 學姐與新鐵金剛之明日帝國                        | 板垣伸                | 三宅舞子                                                   |
| 第36面 |          | 學姐與卡特教练                                  | 板垣伸                | Snowdrop、中野友贵 栗原裕明                                |
| 特别篇 |          |                                                 |                       | -                                                          |
| 裏面1  |          |                                                 | 板垣伸                | 三宅舞子                                                   |
| 裏面2  |          |                                                 | 板垣伸                | 三宅舞子                                                   |
| 第4期  |          |                                                 |                       |                                                            |
| 第37面 |          | 學姐與黑超特警組                                | 板垣伸                | 鴨田航、関根諒太 蓮沼一樹                                  |
| 第38面 |          | 學姐與致命羅密歐                                | 板垣伸                | 宮村明、内田直人                                           |
| 第39面 |          | 學姐與迷幻列車                                  | 板垣伸                | 関根諒太、鴨田航                                           |
| 第40面 |          | 學姐與第一滴血                                  | 板垣伸                | 山田将成                                                   |
| 第41面 |          | 學姐與大白鯊                                    | 板垣伸                | 宮村明、蓮沼一樹 関根諒太、内田直人                        |
| 第42面 |          | 學姐與浩劫重生                                  | 板垣伸                | 増田朋世                                                   |
| 第43面 |          | 學姐與大敵當前                                  | 板垣伸                | 関根諒太、鴨田航                                           |
| 第44面 |          | 學姐與盜墓迷城                                  | 板垣伸                | 関根諒太、蓮沼一樹                                         |
| 第45面 |          | 學姐與一球成名                                  | 板垣伸（總） 宮村明   | 中谷亜沙美                                                 |
| 第46面 |          | 學姐與活人甡吃                                  | 板垣伸（總） 内田直人 | 鴨田航、内田直人                                           |
| 第47面 |          | 學姐與虫虫危机                                  | 板垣伸 宮村明         | 増田朋世                                                   |
| 第48面 |          | 學姐與阿波卡獵逃                                | 板垣伸 内田直人       | 増田朋世                                                   |
| 第5期  |          |                                                 |                       |                                                            |
| 第49面 |          | 學姐與幸福终点站                                | 板垣伸 鳥居聖美       | 中野友貴、藤原裕明                                         |
| 第50面 |          | 學姐與杀戮战场                                  | 板垣伸（總） 鳥居聖美 | 中野友貴                                                   |
| 第51面 |          | 學姐與綺麗夢中人                                | 板垣伸（總） 鳥居聖美 | 栗原裕明、境隼人                                           |
| 第52面 |          | 學姐與貓之報恩                                  | 板垣伸（總） 鳥居聖美 | 中野友貴                                                   |
| 第53面 |          | 學姐與終極警探3                                 | 板垣伸（總） 鳥居聖美 | 田中文彩                                                   |
| 第54面 |          | 學姐與异形大战铁血战士                          | 板垣伸（總） 鳥居聖美 | 橋本千絵                                                   |
| 第55面 |          | 學姐與落水狗                                    | 板垣伸（總） 鳥居聖美 | 松林志穂美                                                 |
| 第56面 |          | 學姐與職業特工隊                                | 板垣伸（總） 鳥居聖美 | 田中文彩                                                   |
| 第57面 |          | 學姐與魔法石                                    | 板垣伸（總） 鳥居聖美 | 中野友貴                                                   |
| 第58面 |          | 學姐與明日之後                                  | 板垣伸（總） 鳥居聖美 | 栗原裕明、田中文彩                                         |
| 第59面 |          | 學姐與社群網戰                                  | 板垣伸（總） 鳥居聖美 | 栗原裕明、田中文彩                                         |
| 第60面 |          | 學姐與燃眉之急                                  | 板垣伸（總） 鳥居聖美 | 中野友貴、堺隼人                                           |
| 第6期  |          |                                                 |                       |                                                            |
| 第61面 |          | 學姐與烈火雄心                                  | 宮村明                | 宮村明                                                     |
| 第62面 |          | 學姐與黄金眼                                    | 菅原美幸              | 菅原美幸                                                   |
| 第63面 |          | 學姐與武士的一分                                | 三宅舞子              | 三宅舞子                                                   |
| 第64面 |          | 學姐與超急快遞                                  | 菅原美幸              | 矢口真琴、赤間紗枝                                         |
| 第65面 |          | 學姐與异形魔怪                                  | 菅原美幸              | 大川貴大、福田周平                                         |
| 第66面 |          | 學姐與科伦拜恩的保龄                            | 宮村明                | 宮村明                                                     |
| 第67面 |          | 學姐與黑暗騎士                                  | 菅原美幸              | 菅原美幸、豊島英太、吉田智裕 田村尚寛、川勝康平            |
| 第68面 |          | 學姐與曼哈頓奇緣                                | 三宅舞子              | 三宅舞子                                                   |
| 第69面 |          | 學姐與拜見岳父大人                              | 宮村明 豊島英太       | 宮村明                                                     |
| 第70面 |          | 學姐與球戀大滿貫                                | 菅原美幸              | 菅原美幸、宮村明 吉田智裕、林信秀                          |
| 第71面 |          | 學姐與人猿星球                                  | 三宅舞子              | 三宅舞子、宮村明、吉田智裕 林信秀、豊島英太                |
| 第72面 |          | 學姐與2001太空漫遊                              | 菅原美幸              | 菅原美幸、林あすか、安田薫 杉山明香、宮野恵子              |
| 第7期  |          |                                                 |                       |                                                            |
| 第73面 |          | 學姐與呪怨                                      | 三宅舞子              | 三宅舞子                                                   |
| 第74面 |          | 學姐與铁甲衣                                    | 菅原美幸              | 豊島英太、吉田智裕                                         |
| 第75面 |          | 學姐與斷背山                                    | 三宅舞子              | 三宅舞子、豊島英太、吉田智裕                               |
| 第76面 |          | 學姐與特工佳丽                                  | 菅原美幸              | 菅原美幸、宮村明、豊島英太 吉田智裕                        |
| 第77面 |          | 學姐與泰迪熊                                    | 三宅舞子              | 三宅舞子、宮村明、豊島英太 吉田智裕                        |
| 第78面 |          | 學姐與怒火特攻隊                                | 菅原美幸              | 菅原美幸、豊島英太、吉田智裕 田村尚寛                      |
| 第79面 |          | 學姐與布達佩斯大飯店                            | 三宅舞子              | 三宅舞子、菅原美幸、豊島英太 吉田智裕、田村尚寛            |
| 第80面 |          | 學姐與急救爱情狂                                | 菅原美幸              | 菅原美幸、豊島英太、吉田智裕 田村尚寛                      |
| 第81面 |          | 學姐與大法師                                    | 三宅舞子              | 三宅舞子、林信秀、田村尚寛                                 |
| 第82面 |          | 學姐與聽說桐島退社了                            | 菅原美幸              | 菅原美幸、豊島英太、吉田智裕 川勝康平                      |
| 第83面 |          | 學姐與史崔特先生的故事                          | 三宅舞子              | 三宅舞子、田村尚寛、林信秀 川勝康平                        |
| 第84面 |          | 學姐與搶救雷恩大兵                              | 菅原美幸              | 豊島英太、吉田智裕、菅原美幸 板垣伸、ルーツ、Piyo          |
| 裏面1  |          | 學姐與靈異入侵                                  |                       |                                                            |
| 裏面2  |          | 學姐與北國之人：維京傳奇                        |                       |                                                            |
| 第8期  |          |                                                 |                       |                                                            |
| 第85面 |          | 前辈与蝇王                                      | 吉田智裕              | 豊島英太、吉田智裕、田村尚寛                               |
| 第86面 |          | 前輩與七宗罪                                    | 宮村明                | 黑田捺美、森田二惟奈 蘇誌宜、朝香栞                        |
| 第87面 |          | 前輩與惊变28天                                  | 木村博美              | 石川健太郎、木村博美 南雲若菜、田村尚寛                    |
| 第88面 |          | 前輩與泰坦尼克号                                | 宮村明                | 宮村明、豊島英太                                           |
| 第89面 |          | 前輩與战栗怪奇档案 太吓人了！史上最可怕的剧场版 | 吉田智裕              | 豊島英太、吉田智裕 田村尚寛、木村博美                      |
| 第90面 |          | 前輩與博物馆奇妙夜                              | 宮村明                | 豊島英太、吉田智裕 田村尚寛、行方将太郎                    |
| 第91面 |          | 前輩與遗落战境                                  | 菅原美幸              | 石川健太郎                                                 |
| 第92面 |          | 前輩與变脸                                      | 朝香栞                | シグナル・エムディ 蘇誌宜、黑田捺美 森田二惟奈、朝香栞     |
| 第93面 |          | 前輩與美国往事                                  | 豊島英太              | 吉田智裕、石川健太郎 豊島英太、田村尚寛                    |
| 第94面 |          | 前輩與黄飞鸿                                    | 木村博美              | 木村博美                                                   |
| 第95面 |          | 前輩與全民公敌                                  | 蘇誌宜                | シグナル・エムディ 朝香栞、黑田捺美 森田二惟奈、蘇誌宜     |
| 第96面 |          | 前輩與周末夜生活                                | 吉田智裕              | 豊島英太、田村尚寛、吉田智裕                               |
| 裏面1  |          | 前輩與星球大戰                                  |                       |                                                            |
| 裏面2  |          | 前輩與衝出康普頓                                |                       |                                                            |
| 第9期  |          |                                                 |                       |                                                            |
| 第97面 |          | 前輩與異種                                      | 蘇誌宜                | 、朝香栞 黑田捺美、森田二惟奈、蘇誌宜 玉井あかね、福地祐香 |
| 第98面 |          | 前輩與寶貝智多星                                | 朝香栞                | 、朝香栞 黑田捺美、森田二惟奈、蘇誌宜 玉井あかね、福地祐香 |

| 話數           | 日文標題       | 中文标题           | 中文標題        | 原畫                                                   |
| 我是高宫茄乃！ | 我是高宫茄乃！ | 我是高宫茄乃！     | 我是高宫茄乃！  | 我是高宫茄乃！                                         |
| -------------- | -------------- | ------------------ | --------------- | ------------------------------------------------------ |
| 第1話          |                | 男執事             | 板垣伸 三宅舞子 | 三宅舞子                                               |
| 第2話          |                | 围绕管家的冒险     | 板垣伸 三宅舞子 | 菅原美幸、小島美優                                     |
| 第3話          |                | 被称为管家的少年   | 三宅舞子        | 菅原美幸                                               |
| 第4話          |                | 博士管家多吃、多说 | 三宅舞子        | 三宅舞子、菅原美幸 宮村明、小島美優                    |
| 第5話          |                | 管家袭击           | 三宅舞子        | 内田直人                                               |
| 第6話          |                | 管家再袭击         | 三宅舞子        | 菅原美幸、内田直人 三宅舞子                            |
| 第7話          |                | 管家和无尽的高宫园 | 三宅舞子        | 三宅舞子、菅原美幸 宮村明                              |
| 第8話          |                | 菠萝岭・鸡尾酒     | 三宅舞子        | 三宅舞子、菅原美幸 林あすか                            |
| 第9話          |                | 香蕉・迷情鸡尾酒   | 三宅舞子        | 三宅舞子、菅原美幸 内田直人、宮村明 蓮沼一樹           |
| 第10話         |                | 铜锣烧的盛衰       | 三宅舞子        | 三宅舞子、菅原美幸 内田直人、宮村明 蓮沼一樹、山中祥平 |
| 第11話         |                | 一杯25米泳池       | 三宅舞子        | 三宅舞子、菅原美幸 内田直人、宮村明 蓮沼一樹、山中祥平 |
| 第12話         |                | 旋轉木馬           | 三宅舞子        | 三宅舞子、菅原美幸 宮村明、蓮沼一樹 山中祥平           |

| 話數   | 日文標題 | 中文标题               | 中文標題 | 原畫                                                                     |
| ------ | -------- | ---------------------- | -------- | ------------------------------------------------------------------------ |
| 第1幕  |          | 後輩與 芳鄰何人 借來水 | 菅原美幸 | 豊島英太、林信秀、吉田智裕 田村尚寛、安田薫、宮野恵子 杉山明香、川勝康平 |
| 第2幕  |          | 後輩與 閃開閃開 驅馳過 | 宮村明   | 鴨田航、田村尚寛、川勝康平 安田薫                                        |
| 第3幕  |          | 後輩與 搖曳不定 貓身影 | 菅原美幸 | 吉田智裕、田村尚寛、川勝康平                                             |
| 第4幕  |          | 後輩與 水珠芙蓉 落玉盤 | 宮村明   | 田村尚寛、川勝康平、吉田智裕 宮村明                                      |
| 第5幕  |          | 後輩與 春風徐來 白翎箭 | 菅原美幸 | 吉田智裕、宮野恵子、菅原美幸                                             |
| 第6幕  |          | 後輩與 结伴野游 昼漫漫 | 宮村明   | 鴨田航、川勝康平、宮村明                                                 |
| 第7幕  |          | 後輩與 不觉当空 白昼月 | 菅原美幸 | 吉田智裕、豊島英太、菅原美幸                                             |
| 第8幕  |          | 後輩與 水声滴答 春风倦 | 宮村明   | 林信秀、田村尚寛、宮村明                                                 |
| 第9幕  |          | 後輩與 里屋商人 结伴行 | 菅原美幸 | 吉田智裕、宮野恵子、菅原美幸                                             |
| 第10幕 |          | 後輩與 春夜天明 暴风欤 | 宮村明   | 林信秀、田村尚寛、宮村明                                                 |
| 第11幕 |          | 後輩與 如是我名 初冬雨 | 菅原美幸 | 川勝康平、豊島英太、菅原美幸                                             |
| 第12幕 |          | 後輩與 黄花蝴蝶 见一只 | 菅原美幸 | 三宅舞子、宮村明、菅原美幸                                               |
| 特典   |          | 後輩與 哈欠传染 分离去 | 宮村明   | 吉田智裕、林信秀、杉山明香、豊島英太                                     |

### 播放电视台
日本深夜動畫：下文記載的日本国内播放時間使用日本標準時間（UTC+9）表示。因為部分時間标识會採用30小时制，因此請留意这类超过24:00的时间，其實際播放時間為翌日清晨。
| 播放地区                      | 播放电视台   | 播放日期                  | 播放时间                                         | 所属联播网 | 備註                                          |
| 第1期                         | 第1期        | 第1期                     | 第1期                                            | 第1期      | 第1期                                         |
| ----------------------------- | ------------ | ------------------------- | ------------------------------------------------ | ---------- | --------------------------------------------- |
| 東京都                        | TOKYO MX     | 2012年10月7日 - 12月23日  | 星期日 22時27分 - 22時30分                       | 独立UHF局  |                                               |
| 日本全国                      | AT-X         | 2012年10月8日 - 12月24日  | 星期一 更新                                      | 卫星电视   | 有重播                                        |
| 日本全国                      | 安利美特     | 2012年10月8日 - 12月24日  | 星期一 12時00分 更新                             | 网络電視   |                                               |
| 日本全国                      | NICONICO动画 | 2012年10月8日 - 12月24日  | 星期一 13時00分 更新                             | 网络電視   |                                               |
| 日本全国                      | ShowTime     | 2012年10月12日 - 12月28日 | 星期五 16時00分 更新                             | 网络電視   |                                               |
| 第2期                         |              |                           |                                                  |            |                                               |
| 東京都                        | TOKYO MX     | 2013年7月7日 - 9月22日    | 星期日 22時27分 - 22時30分                       | 独立UHF局  |                                               |
| 日本全国                      | NICONICO动画 | 2013年7月7日 - 9月22日    | 星期日 22时30分 更新                             | 网络电视   |                                               |
| 日本全国                      | AT-X         | 2013年7月10日 - 9月25日   | 星期三 23时55分 - 24时00分                       | 卫星电视   | 有重播                                        |
| 第3期                         |              |                           |                                                  |            |                                               |
| 東京都                        | TOKYO MX     | 2013年10月6日 - 12月22日  | 星期日 22時27分 - 22時30分                       | 獨立UHF局  |                                               |
| 兵庫縣                        | SUN電視台    | 2013年10月6日 - 12月22日  | 星期日 22時27分 - 22時30分                       | 獨立UHF局  | 第1、2期未放送                                |
| 日本全國                      | NICONICO動畫 | 2013年10月6日 - 12月22日  | 星期日 更新                                      | 網路電視   |                                               |
| 日本全國                      | YouTube      | 2013年10月6日 - 12月22日  | 星期日 更新                                      | 網路電視   |                                               |
| 日本全國                      | AT-X         | 2013年10月9日 - 12月25日  | 星期三 23時55分 - 24時00分                       | 衛星電視   | 有重播                                        |
| 第4期、外传《我是高宮茄乃！》 |              |                           |                                                  |            |                                               |
| 東京都                        | TOKYO MX     | 2015年4月7日 - 6月22日    | 星期二 1:05 - 1:08（第四期） 1:08 - 1:11（外传） | 獨立UHF局  | 电视播放渠道， 第四期播放完毕后紧接着播放外传 |
| 兵庫縣                        | SUN電視台    | 2015年4月7日 - 6月22日    | 星期二 1:05 - 1:08（第四期） 1:33 - 1:36（外传） | 獨立UHF局  | 电视播放渠道， 第四期播放完毕后紧接着播放外传 |
| 日本全國                      | AT-X         | 2015年7月2日 - 9月17日    | 星期四 0:50 - 0:55（第四期） 0:55 - 1:00（外传） | 衛星電視   | 电视播放渠道， 第四期播放完毕后紧接着播放外传 |
| 日本全國                      | NICONICO动画 | 2015年4月7日 - 6月22日    | 星期二 12:00 更新                                | 网络播放   | 前4话免费收看，之后话发布一周内免费收看       |
| 日本全國                      | GYAO!        | 2015年4月7日 - 6月22日    | 星期二 12:00 更新                                | 网络播放   | 第1话免费收看，之后话发布一周内免费收看       |
| 日本全國                      | 万代频道     | 2015年4月7日 - 6月22日    | 星期二 12:00 更新                                | 网络播放   | 第1话免费收看，之后话发布一周内免费收看       |
| 第5期                         |              |                           |                                                  |            |                                               |
| 東京都                        | TOKYO MX     | 2015年7月7日 - 9月22日    | 星期二 1:05 - 1:08                               | 独立UHF局  |                                               |
| 兵庫縣                        | SUN電視台    | 2015年7月7日 - 9月22日    | 星期二 1:30 - 1:33                               | 独立UHF局  |                                               |
| 日本全國                      | AT-X         | 2015年10月8日 - 12月24日  | 星期四 0:55 - 1:00                               | 卫星电视   |                                               |
| 日本全國                      | NICONICO动画 | 2015年7月7日 - 9月22日    | 星期二 12:00 更新                                | 网络播放   | 前4话免费收看，之后话发布一周内免费收看       |
| 日本全國                      | GYAO!        | 2015年7月7日 - 9月22日    | 星期二 12:00 更新                                | 网络播放   | 第1话免费收看，之后话发布一周内免费收看       |
| 日本全國                      | 万代频道     | 2015年7月7日 - 9月22日    | 星期二 12:00 更新                                | 网络播放   | 第1话免费收看，之后话发布一周内免费收看       |
| 第6期                         |              |                           |                                                  |            |                                               |
| 东京都                        | TOKYO MX     | 2015年10月6日 - 12月22日  | 星期二 1:05 - 1:08                               | 独立UHF局  |                                               |
| 兵库县                        | SUN电视台    | 2015年10月6日 - 12月22日  | 星期二 1:30 - 1:33                               | 独立UHF局  |                                               |
| 日本全国                      | AT-X         | 2016年1月1日 - 3月18日    | 星期五 22:45 - 22:50                             | 卫星电视   |                                               |
| 日本全国                      | NICONICO动画 | 2015年10月6日 - 12月22日  | 星期二 12:00 更新                                | 网络播放   | 前4话免费收看，之后话发布一周内免费收看       |
| 日本全国                      | GYAO!        | 2015年10月6日 - 12月22日  | 星期二 12:00 更新                                | 网络播放   | 第1话免费收看，之后话发布一周内免费收看       |
| 日本全国                      | 万代频道     | 2015年10月6日 - 12月22日  | 星期二 12:00 更新                                | 网络播放   | 第1话免费收看，第2话起付费收看                |
| 第7期                         |              |                           |                                                  |            |                                               |
| 东京都                        | TOKYO MX     | 2016年1月12日 - 3月29日   | 星期二 1:05 - 1:08                               | 独立UHF局  |                                               |
| 兵库县                        | SUN电视台    | 2016年1月12日 - 3月29日   | 星期二 1:30 - 1:33                               | 独立UHF局  |                                               |
| 日本全国                      | AT-X         | 2016年4月15日 -           | 星期五 22:55 - 23:00                             | 卫星电视   |                                               |
| 日本全国                      | NICONICO动画 | 2016年1月12日 - 3月29日   | 星期二 12:00 更新                                | 网络播放   | 前4话免费收看，之后话发布一周内免费收看       |
| 日本全国                      | GYAO!        | 2016年1月12日 - 3月29日   | 星期二 12:00 更新                                | 网络播放   | 第1话免费收看，之后话发布一周内免费收看       |
| 日本全国                      | 万代频道     | 2016年1月12日 - 3月29日   | 星期二 12:00 更新                                | 网络播放   | 第1话免费收看，第2话起付费收看                |
| 兔龟                          |              |                           |                                                  |            |                                               |
| 东京都                        | TOKYO MX     | 2016年4月12日 - 6月28日   | 星期二 1:05 - 1:10                               | 独立UHF局  |                                               |
| 兵库县                        | SUN电视台    | 2016年4月12日 - 6月28日   | 星期二 1:30 - 1:35                               | 独立UHF局  |                                               |
| 日本全国                      | NICONICO动画 | 2016年4月12日 - 6月28日   | 星期二 12:00 更新                                | 网络播放   |                                               |
| 第8期                         |              |                           |                                                  |            |                                               |
| 东京都                        | TOKYO MX     | 2016年10月5日 -12月21日   | 星期三 22:30 - 22:33                             | 独立UHF局  |                                               |
| 兵库县                        | SUN电视台    | 2016年10月6日 -12月22日   | 星期四 0:00 - 0:03                               | 独立UHF局  |                                               |
| 日本全国                      | AT-X         | 2016年10月6日 -12月22日   | 星期四 23:40 - 23:45                             | 卫星电视   |                                               |
| 日本全国                      | AbemaTV      | 2016年10月6日 -12月22日   | 星期四 21:57 - 22:00                             | 网络播放   |                                               |
| 日本全国                      | NICONICO动画 | 2016年10月6日 -12月22日   | 星期四 12:00 更新                                | 网络播放   |                                               |

## 注解
1. ↑  血型君特別篇
2. ↑  第16面的标题变成了（意为乒乓球）。
3. ↑  为第2期与第3期之间播放的特别宣传节目
4. 1 2  電視未播放，收录于BD第2卷
5. ↑  标题变为“女高网球部 全国大会篇”